# Federação Gaúcha de Futebol
La Federação Gaúcha de Futebol (Federazione calcistica gaúcha, abbreviata in FGF) è l'organo di governo del calcio nello stato del Rio Grande do Sul, in Brasile. Fu fondata il 18 maggio 1918 è affiliata alla Federazione calcistica del Brasile e gestisce i tornei dello Stato: Campeonato Gaúcho, Copa Gaúcha de Futebol, Recopa Gaúcha e Campeonato Gaúcho de Futebol Feminino.

## Recopa Gaúcha
- 2014:  Pelotas (1)
- 2015:  Lajeadense (1)
- 2016:  Internacional (1)
- 2017:  Internacional (2)
- 2018:  São José-RS (1)
- 2019:  Grêmio (1)
- 2020:  Pelotas (2)
- 2021:  Grêmio (2)
- 2022:  Grêmio (3)
- 2023:  Grêmio (4) [1]
- 2024:  São Luiz (1)
- 2025:  Grêmio (5) [2]